# Дайхман, Пауль
Пауль Дайхман (нем. Paul Deichmann; 27 августа 1898 , Фульда, Гессен, Германская империя — 10 января 1981, Гамбург, ФРГ) — немецкий военный деятель, генерал авиации (20 апреля 1945). Кавалер Рыцарского креста Железного креста.

## Биография
Родился в семье садовника. Его дед служил гауптманом в прусской армии и погиб во время франко-прусской войны.
Окончил Кадетский корпус. В марте 1916 года вступил на службу в немецкую императорскую армию в Шлезвиг-гольштейнский пехотный полк «Königin», командовал взводом. В июле 1917 года перешёл в авиацию, прошёл лётную подготовку, окончил курсы радиооператоров, училище связи в Кёльне (1917) и артиллерийское лётное училище (1918). Участник Первой мировой войны. С февраля 1918 года — лётчик-наблюдатель 8-го авиационного соединения. За время войны награждён Железными крестами 1 и 2 класса, значком пилота-наблюдателя, Ганзейским крестом и Нагрудным знаком «За ранение в чёрном».
После окончания мировой войны служил в фрайкоре, участвовал в боях в Курляндии. В мае 1920 года вступил на службу в рейхсвер, командовал взводом 3-го (прусского) пехотного полка, затем — командир роты, батальонный адъютант. С 1925 года — офицер, ответственный за аэрофотосъёмку в различных дивизионных штабах. В октябре 1928 года официально вышел в отставку, чтобы пройти подготовку в секретной авиашколе в Липецке. В апреле 1931 года вернулся на военную службу, был командиром роты. В 1933 году окончил офицерские курсы Генштаба. С октября 1933 года — сотрудник Имперского министерства авиации. 1 апреля 1934 года перешёл во вновь созданное люфтваффе. Через год назначен руководителем оперативного отдела. С 1 октября 1937 года — командир 2-й группы 253-й бомбардировочной эскадры «Генерал Вефер» и начальник авиабазы Гота. С 1 февраля 1939 года — начальник штаба командующего боевой подготовкой люфтваффе.
В начале Второй мировой войны был начальником штаба военно-воздушных сил министерстве люфтваффе Рейха. С 20 июня 1940 года — начальник штаба 2-го авиационного корпуса Германии, который действовал в районе Средиземноморья и южном театре боевых действий. На этой должности получил Золотой Немецкий крест 20 апреля 1942 года.
26 июня 1943 назначен командиром 1-й авиационной дивизии (26 июня 1943 — 7 ноября 1943), действовавшей на центральном участке советско-германского фронта. 7 ноября 1943 г. возглавил 1-й авиакорпус на германо-советском фронте. В марте 1944 года награждён Рыцарским крестом Железного креста. 4 апреля 1945 года корпус был сведен в 18-ю авиационную дивизию .
20 мая 1944 года ему присвоили звание генерал-лейтенанта. Ближе к концу войны назначен командующим 4-м воздушным флотом люфтваффе. 20 апреля 1945 года был повышен до генерала авиации.
С 15 июня 1945 по 22 декабря 1947 года находился в плену у союзников. В 1950-х годах написал несколько работ по применению авиации для воздушных сил США (Der Chef im Hintergrund. Ein Leben als Soldat von der preußischen Armee bis zur Bundeswehr , Stalling, 1979, ISBN 3797913583).

## Награды
- Железный крест 2-го и 1-го класса
- Нагрудный знак пилота-наблюдателя (Пруссия)
- Ганзейский крест (Гамбург)
- Нагрудный знак «За ранение» 3 степени
- Почётный крест ветерана войны с мечами
- Медаль «За выслугу лет в вермахте» 4-го, 3-го, 2-го и 1-го класса
- Медаль «В память 1 октября 1938 года»
- Почётная пряжка к Железному кресту 1-го и 2-го класса
- Золотой Немецкий крест (20 апреля 1942)
- Рыцарский крест Железного креста (26 марта 1944)